# Артикаин
Артикаина гидрохлорид, артикаин, articaine, Метиловый эфир 4-метил-3[2-пропиламинопропионамидо]-2-тиофекарбоновой кислоты — лекарственное средство, местный анестетик. Применяется в стоматологии с 1978 года.
Ультракаин — анестетик, действующие вещества которого — артикаина гидрохлорид и адреналина гидротартрат (эпинефрин).

## Фармакологическое действие
Ультракаин — местный анестетик, который применяется для инфильтрационной и проводниковой анестезии. Препарат обладает высоким обезболивающим эффектом. Анестетик проникает через мембрану внутрь нервного волокна, высвобождая основание с липофильными свойствами в результате гидролиза в слабощелочной среде тканей организма (в кислой среде эффект препарата снижается). Таким образом ультракаин взаимодействует с нервными рецепторами, блокирует вход Na+ в клетку в фазу деполяризации и блокирует проведение импульсов по нервному волокну. Анестезия наступает сразу после введения и длится от 1 до 5 ч.

## Показания
Инфильтрационная и проводниковая анестезия (в том числе в стоматологии и при операциях на ротовой полости).

## Противопоказания
Гиперчувствительность (в том числе к др. местноанестезирующим лекарственным средствам группы амидов), мегалобластная B12-дефицитная анемия, пароксизмальная тахикардия, мерцательная тахиаритмия, закрытоугольная глаукома, заболевания центральной нервной системы, хроническая гипоксия, бронхиальная астма. Противопоказано детям до 4 лет. C осторожностью назначается роженицам с преэклампсией, кровотечениями в последнем триместре беременности, амнионитом для проведения паравертебральной блокады.

## Побочные действия

### Со стороны центральной и периферической нервной системы
Возможно возникновение головной боли, головокружений, сонливости, слабости, нарушения сознания, вплоть до его потери, судороги, зрительных и слуховых нарушений, диплопии, синдрома конского хвоста (паралича ног, парестезии), паралича дыхательных мышц.

### Со стороны сердечно-сосудистой системы
Возможно снижение артериального давления, коллапс (периферическая вазодилатация), брадикардия, аритмии, боль в грудной клетке.

### Со стороны мочевыделительной системы
Непроизвольное мочеиспускание.

### Со стороны пищеварительной системы
Может возникнуть тошнота, рвота, непроизвольная дефекация.

### Со стороны крови
Метгемоглобинемия.

### Со стороны органов дыхания
Диспноэ, апноэ.

### Аллергические реакции
Может вызвать аллергические реакции, такие как зуд кожи, кожная сыпь, ангионевротический отёк, др. анафилактические реакции (чаще анафилактический шок), крапивница (на коже и слизистых оболочках).

### Прочие
- при анестезии в стоматологии: нечувствительность и парестезии губ и языка, удлинение анестезии, брадикардия плода.
- местные реакции: отек и воспаление в месте инъекции.

### Передозировка
- Симптомы: головокружение, двигательное возбуждение, потеря сознания, снижение артериального давления, брадикардия.
- Лечение: придать больному горизонтальное положение, обеспечить свободную проходимость дыхательных путей, контроль ЧСС и АД.
  - при диспноэ, апноэ — кислород, эндотрахеальная интубация, ИВЛ (центральные аналептики противопоказаны);
  - при судорогах — внутривенно медленно барбитураты короткого действия с одновременной подачей кислорода и контролем гемодинамики;
  - при тяжелых нарушениях кровообращения и шоке — внутривенно инфузия электролитов, ГКС, плазмозаменителей, альбумина;
  - при сосудистом коллапсе и возрастающей брадикардии — внутривенно медленно эпинефрин 0.1 мг, далее в/в капельно под контролем ЧСС и АД;
  - при выраженной тахикардии и тахиаритмии — внутривенно бета-адреноблокаторы.

Подача кислорода и контроль за кровообращением необходимы во всех случаях.

## Дозировка
- Инфильтрационная анестезия:
  - тонзиллэктомия (на каждую миндалину) — 5-10 мл;
  - вправление переломов — 5-20 мл;
  - шов промежности — 5-15 мл.

- Проводниковая анестезия:
  - анестезия по Лукашевичу-Оберсту — 2-4 мл,
  - ретробульбарная — 1-2 мл,
  - межреберная — 2-4 мл (на каждый сегмент),
  - паравертебральная — 5-10 мл,
  - перидуральная (эпидуральная) — 10-30 мл,
  - сакральная — 10-30 мл,
  - блокада тройничного нерва — 1-5 мл,
  - блокада звездчатого узла — 5-10 мл,
  - блокада брахиального сплетения — 10-30 мл,
  - блокада наружных половых органов — 7-10 мл (на каждую сторону),
  - парацервикальная блокада — 6-10 мл (на каждую сторону).

- В стоматологии:
  - при неосложненном удалении зубов верхней челюсти в невоспалительной стадии — вестибулярное депо 1.7 мл на зуб, при необходимости — дополнительно 1-1.7 мл;
  - небный разрез или шов — небное депо 0.1 мл;
  - при лечении кариеса и препарировании зубов под коронки, за исключением моляров нижней челюсти, — инъекция по переходной складке с вестибулярной стороны 0.5-1.7 мл на зуб.

Максимальная доза для взрослых — 7 мг/кг, для детей старше 4 лет — 5 мг/кг. Прием пищи разрешается только после восстановления чувствительности.

## Особые указания
- Не оказывает действия на плод (за исключением возможной брадикардии) при любой технике применения и дозировке.
- Неэффективна инфильтрационная мандибулярная анестезия, инфильтрационная анестезия языка, мягкого неба — требуется обезболивание с помощью проводниковой анестезии.
- Не следует вводить внутривенно.
- Пациентам требуется контроль функций сердечно-сосудистой системы, дыхательной системы и центральной нервной системы.
- Прекратить прием ингибиторов МАО за 10 дней до введения местного анестетика.
- В период лечения необходимо соблюдать осторожность при занятии потенциально опасными видами деятельности, требующими повышенной концентрации внимания и быстроты психомоторных реакций.

## Взаимодействие
Местные анестетики усиливают угнетение центральной нервной системы. Антикоагулянты (ардепарин, далтепарин, данапароид, эноксапарин, гепарин, варфарин) повышают риск развития кровоизлияний и кровотечений. При обработке места инъекции местного анестетика дезинфицирующими растворами, содержащими тяжелые металлы, повышается риск развития местной реакции в виде болезненной чувствительности, отека. При использовании местноанестезирующих лекарственных средств для спинальной и эпидуральной анестезии с гуанадрелем, гуанетидином, мекамиламином, триметафаном повышается риск выраженной гипотензии и брадикардии. Использование с ингибиторами МАО (фуразолидон, прокарбазин, селегелин) повышает риск развития гипотензии. Усиливают и удлиняют действие миорелаксирующих лекарственных средств. С наркотическими анальгетиками — развивается аддитивный эффект, что используется при проведении спинальной и эпидуральной анестезии, однако усиливается угнетение дыхания. Местноанестезирующее действие артикаина усиливают и удлиняют сосудосуживающие лекарственные средства. Проявляют антагонизм с антимиастеническими лекарственными средствами по действию на скелетную мускулатуру, особенно при использовании в высоких дозах, что требует дополнительной коррекции лечения миастении. Ингибиторы холинэстеразы (антимиастенические лекарственные средства, циклофосфамид, демекарин, экотиофат, изофлюрофат, тиотепа) снижают метаболизм местноанестезирующих лекарственных средств. Метаболит прокаина (пара-аминобензойная кислота) является антагонистом противомикробных сульфаниламидных лекарственных средств.

## Документы
- Реестровая запись ФС-000332 : Артикаина гидрохлорид // Государственный реестр лекарственных средств. — Минздрав РФ, 2012. — 19 марта.
- Регистрационное удостоверение ЛП-001151 : Артикаин // Государственный реестр лекарственных средств. — Минздрав РФ, 2018. — 24 сентября.
- Якушкин, М. Р. Инструкция по применению лекарственного препарата по медицинскому применению Артикаин : ЛП-001151-221116 / ООО «Промомед рус». — Министерство здравоохранения Российской Федерации, 2016. — 16 ноября. — 10 с.